# Зорька (Балашовский район)
Зорька — железнодорожная станция в Балашовском районе Саратовской области в составе сельского поселения Тростянское муниципальное образование.

## География
Находится на расстоянии примерно 7 километров по прямой на юго-запад от районного центра города Балашов (город).

## Население
Постоянное население составляло 2 чел.(100% русские) в 2002 году, 2 в 2010.